# Елеонора од Аквитаније
Елеонора од Аквитаније (фр. Aliénor d’Aquitaine; енгл. Eleanor of Aquitaine; Поатје, 1122/1124 — Поатје, 1. април 1204) била је једна од најбогатијих и најмоћнијих жена у западној Европи у раздобљу развијеног средњег века. Пореклом је била из династије Рамнулфида која је владала југозападном Француском. Још као девојчица постала је војвоткиња од Аквитаније, а затим краљица Француске (1137—1152) као супруга Луја VII. Захваљујући другом браку постала је краљица Енглеске (1154—1189) као жена Хенрија II, првог владара из династије Плантагенета. Елеонора је била покровитељка књижевних стваралаца као што су били Вас, Беноа де Ст Маура и Бертран де Вентадорн.
Када је 1137. постала наследница војводства Аквитаније Елеонора је истовремено постала и најпожељнија невеста у Европи. Три месеца пошто је постала војвоткиња, Елеонора се удала за француског престолонаследника Луја, сина њеног законског старатеља краља Луја VI. Као краљица Француске учествовала је у неуспешном Другом крсташком походу. Убрзо након тога, Елеонора је затражила поништење брака, али је папа Евгеније III одбио њене захтеве. Ипак, након што је Лују родила и другу ћерку, француски краљ се сложио са разводом пошто му Елеонора није родила сина ни после петнаест година брака. Брак је био поништен 11. марта 1152. због сродства у четвртом степену. Њихове ћерке су проглашене за закониту децу, Лују је поверено старатељство, а Елеонори су враћене њене земље.
Убрзо пошто је поништење брака проглашено, Елеонора је 1154. верена са нормандијским војводом Хенријем, будућим краљем Енглеске Хенријем II. Хенри је био њен сродник у трећем степену и био је девет година млађи од ње. Венчање је обављено 18. маја 1152. у катедрали у Поатјеу, свега осам седмица од поништења Елеонориног првог брака. Хенрију је родила осморо деце: пет синова, од којих су тројица постали краљеви, и три ћерке. Међутим, брак Хенрија и Елеоноре није био срећан и супружници су се постепено удаљили. Хенри ју је притворио 1173. пошто је подржавала побуну Хенрија Млађег против оца. Тек када је Хенри II умро 1189. Елеонора је 6. јула ослобођена из притвора, а њихов син је ступио на енглески престо као Ричард I.
Као краљица-мајка Елеонора је владала као регент током Ричардовог ратовања у Трећем крсташком походу и касније, када је боравио у заробљеништву. Током владавине њеног најмлађег сина Јована Без земље Елеонора је мирно живела. Преминула је 1204. као монахиња у опатији Фонтевро где је и сахрањена поред мужа Хенрија II и сина Ричарда I. Надживела је сву своју децу осим енглеског краља Јована и ћерке Елеоноре, краљице Кастиље.

## Детињство
Није позната тачна година Елеонориног рођења: родослов њене породице са краја 13. века бележи да је 1137. године имала тринаест година. Према тој рачуници Елеонора је била рођена 1124. године. Са друге стране, неки извори спомињу да су поједини аквитански великаши положили Елеонори заклетву верности приликом њеног четрнаестог рођендана 1136. године. Овај податак, као и онај да је умрла у својој осамдесет и другој, указује да је пре рођена 1122. године. Њени родитељи су се свакако венчали 1121, а Елеонора се родила у Поатјеу, Бордоу или у Њер сир л 'Отиз. где су њена мајка и брат преминули када је она имала шест или осам година.
Елеонора (или Aliénor) била је најстарије од троје деце аквитанског војводе Вилијама X, чији је раскошни двор био познат широм Европе почетком 12. века, и његове супруге, Еноре од Шателроа, ћерке Аморија I, виконта од Шателроа, и Дангеросе од Лил Бушара. Дангероса је била дугогодишња љубавница Вилијама IX Аквитанског са којим је уговорила брак између Еноре и Вилијама X.
Елеонора је добила име по мајци Аенори и названа је Aliénor. Име води порекло из латинског језика и значи alia Aenor тј. друга Аенора. Име Aliénor је у северној Француској, где се говорио langues d'oïl, постало Eléanor, а у енглеском језику Eleanor. Стотинак година пре Елеоноре од Аквитаније живела је друга значајна Елеонора - нормандијска војвоткиња, тетка Вилијама Освајача. У Паризу је Елеонора од Аквитаније, у време када је била француска краљица, почасно ословљавана именом Helienordis у латинским писмима.
Војвода Вилијам X је, извори се у томе слажу, обезбедио Елеонори најбоље могуће образовање. Иако је њен матерњи језик био поатуски, један од дијалеката француског из групе langues d'oïl, Елеонора је научила да чита и говори на латинском, добро је познавала музику и књижевност и учила је јахање, лов и соколарење. Важила је за отворену, живу, интелигентну особу снажне воље. У пролеће 1130. године њен четворогодишњи брат Вилијам Аигре и њихова мајка умрли су у замку Талмон, на аквитанској обали Атлантика. Тиме је Елеонора постала наследница очевих поседа. Аквитанско војводство представљало је најпространију и најбогатију феудалну област у Француској. Поату, где је Елеонора провела већи део детињства, и Аквитанија су заједно чиниле око једне трећине данашње Француске. Елеонора је имала само једну закониту сестру, Аелиту, која је била познатија као Петронила. Вилијам X је признао за сина и Жоселина, Елеонориног полубрата, али му није признао и наследна права. Слично је било и са другим полубратом Вилијамом. Доцније, током прве четири године владавине Хенрија II, Елеонорина сестра и полубраћа дошли су да живе у њеном краљевском домаћинству.

### Наслеђе
Аквитански војвода Вилијам X је 1137. заједно са ћеркама прешао из Поатјеа у Бордо. Ту их је поверио бризи надбискупа Бордоа, једног од ретких лојалних вазала, и кренуо је на ходочашће у Компостелу. Међутим, на војвода је на путу преминуо 9. априла на Велики петак.
Елеонора, која је у то време имала између дванаест и петнаест година, постала је тако војвоткиња од Аквитаније и, самим тим, најпожељнија невеста у Европи. Да би осујетио потенцијални покушај отмице младе, који је био уобичајен начин да се неки ситнији племић докопа поседа и титула, Вилијам Аквитански је на самрти издиктирао тестамент којим је Елеонору означио као своју наследницу а француског краља Луја VI за њеног старатеља. Вилијам је затражио да се краљ постара и за поседе и за младу војвоткињу и да јој пронађе достојног супруга. Све док се не нађе муж за Елеонору, краљ је требало да располаже њеним земљама. Војвода је инсистирао да се вест о његовој смрти држи у тајности све док краљ не буде први обавештен. Његови пратиоци су у журби прешли Пиринеје, обавестили надбискупа Бордоа и затим што је брже могло стигли су у Париз да информишу краља.
Луј VI Дебели, тадашњи краљ Француске, је и сам био тешко болестан од дизентерије. Прогнозе су говориле да се краљ неће опоравити, али је и поред тога Луј VI сачувао бистрину ума. Његов наследник дофен Луј првобитно је као млађи краљев син био припреман да се замонаши и окрене каријери клирика. Лујев старији син Филип умро је после пада са коња. Смрт аквитанској војводе Вилијама, једног од најмоћнијих краљевских вазала, отворило је краљу путеве за најпожељније војводство у Француској. После одласка аквитанских гласоноша Луј се силно порадовао. Одлучио је да војвоткињу уда за свог седамнаестогодишњег сина и да тако Аквитанију стави под контролу француске круне. Тиме би моћ и значај Француске значајно порасли, као и углед династије Капета. Краљ је буквално у року од неколико часова заједно са својим саветником опатом Сугеријем уредио венчање принца Луја и Елеоноре од Аквитаније. У Бордо је послат дофен са пратњом од пет стотина витезова међу којима су били опат Сугерије, шампањски гроф Теобалд II и гроф Ралф.

## Први брак
Луј и Елеонора су се венчали 25. јула 1137. у Катедрали Св. Андрије у Бордоу при чему је обред обавио градски надбискуп. После венчања младенци су проглашени за војводу и војвоткињу од Аквитаније. Ипак, постојао је и један важан услов: Аквитанско војводство сачуваће независност од Француске све док Елеонорин најстарији син не постане истовремено француски краљ и аквитански војвода. Самим тим, уклапање Аквитаније у оквире Француске било је одложено за једну генерацију. Као венчани поклон Елеонора је Лују поклонила вазу од каменог кристала (кварца) која се данас чува у Лувру. Луј је пак вазу поклонио Базилици Сен Дени. Ова ваза је једини предмет из поседа Елеоноре аквитанске који нам је сачуван до данас.
Лујева владавина као грофа од Поатуа и војводе од Аквитаније и Гаскоње потрајала је свега неколико дана. Иако је инвеститура обављена 8. августа 1137. године, током пропутовања поседа, гласник је Лују и Елеонори донео вест да је Луј VI умро од дизентерије 1. августа. Елеонорин супруг је тако постао краљ Луј VII, а она је миропомазана и крунисана за краљицу Француске на Божић 1137. године.
Због свог веселог и живог духа Елеонора је била непопуларна у северном делу Француске. Према изворима, њена свекрва Аделаида од Савоје, сматрала је Елеонору каприциозном и лошим узором. Елеонора је упоређивана са Констанцом од Арла, грофицом од Провансе и супругом француског краља Робера II, која је са ужасом памћена по својим непристојним хаљинама и говором. Елеонорино понашање су, као неукусно, упорно критиковале и црквене старешине попут Бернара из Клервоа и опата Сугерија. С друге стране, краљ је био лудо заљубљен у своју прелепу и префињену невесту и испуњавао јој је сваку жељу, чак и у ситуацијама када га је њено владање збуњивало и љутило. Доста је новца утрошено да би се суморна палата у Паризу, по Елеонориној жељи, учинила пријатнијом за живот.

### Сукоб
Иако је Луј важио за побожног човека, ускоро је ушао у тежак сукоб са папом Иноћентијем II. Надбискуп Буржа је преминуо 1141. и краљ је покушао да наметне свог кандидата иако је Пјер де ла Шартр био изабран вољом каноника из локалне катедрале и рукоположен од папе. Иноћентије II се присетио случаја када је покојни аквитански војвода Вилијам X протерао из Поатуа папске присталице да би на црквене положаје довео своје људе. Услед тога, папа је оптужио Елеонору за црквену политику француског краља. Разјарени Луј VI се заклео над моштима да докле год је жив неће дозволити Пјеру да уђе у Бурж. Папа је пак прогласио интердикт за краљеве земље, док је Пјер де ла Шартр нашао заштиту код шампањског грофа Теобалда II.
Луј је убрзо ушао у прави рат против Теобалда. Краљ је, наиме, дозволио Ралфу I, грофу од Вермондоа, и сенешалу Француске, да отера Елеонору од Блоа, Теобалдову сестру, и ожени се Петронилом од Аквитаније, Елеонорином сестром. Теобалд се, такође, замерио краљу својом подршком папској политици по питању Буржа. Рат је потрајао две године (1142—1144) и завршио се окупацијом Шампање. Краљ је лично учествовао у опсади и спаљивању града Витрија. Током заузимања града више од хиљаду људи се склонило у градску цркву само да би затим изгорели са богомољом. Застрашен овим догађајем и жељан да оконча рат, Луј је покушао да склопи мир са Теобалдом у замену за скидање интердикта са Раула и Петрониле. Интердикт је прво повучен, али је Раул одбио да се растане са Петронилом. Интердикт је затим враћен и краљ је још једанпут опустошио Теобалдове земље.
У јуни 1144. краљевски пар је посетио новоизграђену манастирску цркву у Сен Денију. Том приликом краљица се сусрела са Бернаром из Клервоа од кога је затражила да употреби свој утицај на папу како би анатема била скинута са Раула и Петрониле. У замену, краљица је понудила Лујеве уступке у Шампањи и признање Пјера де ла Шартра за надбискупа Буржа. Узнемирен оваквим понашањем, Бернар је укорио краљицу због нестрпљивости и мешања у државне послове. Елеонора се тада повукла и понизно затражила опрост за своје владање. Тврдила је да њена огорченост произилази из безчедности. Бернар је тада постао предусретљивији и замолио ју је да утиче на краља у погледу његове црквене политике. Заузврат, обећао је да ће се молити Богу да Елеонори подари потомство. У року од неколико седмица у Француској је обновљен мир: Теобалд је добио назад своје земље, а Пјер де ла Шарт је преузео архиепископску столицу у Буржу. У априлу 1145. Елеонора је родила ћерку Марију.
Луј VII је ипак још увек био опхрван кривицом због масакра у Витрију и желео је да се искупи ходочашћем у Свету земљу. На његову срећу, у јесен 1145. папа Еугеније III затражио је да Луј преузме вођство у новом крсташком походу како би се франачке државе на Блиском истоку спасле од пропасти. Луј је затим на Божић 1145. у Буржу објавио своју намеру да крене у крсташки рат.

### Други крсташки рат
Поред краља Луја и Елеонора је симболично узела крст током проповеди коју је држао Бернар из Клервоа. Краљица је била у преписци са својим стрицем Ремоном од Поатјеа, кнезом Антиохије од 1136. до 1149. године. Елеонора је окупила неколицину својих дворских дама и око три стотине својих вазала из Аквитаније неплемићког порекла. Инсистирала је да у крсташком походу учествује као предводница феудалне војске из њеног војводства. Причу о томе како је своје пратиље обукла као Амазонке сматра се у историографији непоузданом, а понекад се бека и са причом о бројној женској пратњи немачког краља Конрада III (у Историји опадања и пропасти Римског царства Едварда Гибона). Ипак, поуздано је познато да је Елеонора кренула у Други крсташки рат из Везлеа, где се наводно налазио гроб Марије Магдалене, што је требало да нагласи женску улогу у читавом подухвату.
Крсташки поход практично ништа није постигао. Луј се показао као слаб и неефикасан војсковођа неспособан да одржи дисциплину или морал своје војске или да доноси добро засноване и тактички логичне одлуке. У источној Европи, француску војску је повремено задржавао византијски цар Манојло I Комнин у страху да ће крсташи угрозити крхку безбедност његовог царства. Током тронедељног боравка у Константинопољу Луј је био богато угошћен, а Елеонора је била предмет дивљења. Никита Хонијат, византијски историчар, упоредио ју је са митском краљицом Амазонки Пентесилејом. Хонијат је забележио да је Елеонора стекла надимак хрисопуса (златног стопала) захваљујући златној тканини којом је њен огртач био украшен и прошивен. Луј и Елеонора боравили су у палати Филопатион изван градских зидина.
Када су се крсташи пребацили у Малу Азију прилике су се погоршале. Немачки краљ Конрад III од Хоенштауфена је доживео тежак пораз пре доласка Француза са којима се састао недалеко од Никеје. Француски крсташи су са остатком немачке војске кренули у недисциплинованом поретку ка Антиохији. Божић је проведен у удолини недалеко од Ефеса. Међутим, ту су Турци Селџуци из заседе напали Французе који су успели да се одбране, побију Турке и одбране свој логор.
Луј је одлучио да крене планине у Фригији у нади да ће стићи што брже у Антиохију на састанак са Елеонориним стрицем Ремоном. У планинама су, пак, краљ, краљица и њихови пратиоци били ужаснути открићем непокопаних лешева немачких крсташа.
На дан када је одређен прелазак планине Кадмо, Луј је одлучио да се прикључи зачељу колоне где су се налазили ненаоружани ходочасници и кола са комором. Претходница, са којом је путовала Елеонора, била је под заповедништвом аквитанског вазала Жофрао од Ранкона. Претходница је, неоптерећена теретом, стигла до врха планине, где је Ранкону било наређено да постави логор за ноћење. Он је ипак одлучио да настави даље, у договору са савојским грофом Амедеом III, краљевим ујаком, и да табор постави на оближњем платоу. Такав вид непослушности био је уобичајен током крсташког похода.
Најзад, зачеље колоне је до поднева успорило успон погрешно верујући да је место за одмор близу. Војска се тако поделила пошто су неки већ прешли планински врх, а други су тек пристизали. У том тренутку су Турци, који су већ данима пратили и узнемиравали крсташе, искористили прилику и напали на оне који још нису прешли врх. Французи, ратници и ходочасници, били су изненађени и ухваћени у замку, тако да су они који су се дали у бег похватани и побијени. Бројни људи, коњи и део пртљага пали су у кањон. Вилијам Тирски, хроничар похода, кривицу је свалио на комору која је носила превише пртљага, већи део је наводно припадао Елеонори и њеним дамама, и присуство небораца.
Краљ се спасао тако што је краљевску одежду заменио за једноставну одећу ходочасника и тако је прошао неопажен. За разлику од владара, краљевским телохранитељима смрскане су главе и обогаљени удови. Луј је преживео тако што се „брзо и храбро узверао уз стену уз помоћ корења дрвећа које је Бог обезбедио ради његовог спасења." Други нису били те среће: „Помоћи није било ни са Неба, осим што је мрак пао”.
Кривица је званично бачена на Жофрао од Ранкона, који је донео одлуку да претходница настави пут, тако да је предлагано да буде обешен. Краљ је игнорисао ову сугестију. Пошто је он био Елеонорин вазал, многи су веровали да је она у ствари одговорна за промену плана, а самим тим и за масакр који су крсташи доживели. Тиме је Елеонора постала неславно позната широм хришћанског света. Окривљена је и за количину пртљага, као и због чињенице да су Аквитанци марширали на челу колоне тако да нису учествовали у борби. На крају се колона крсташа поделила на две групе. Обичан свет је наставио копненим путем за Антиохију, племство је кренуло морем. Поједини писци попут Џона из Солсберија и Вилијама Тирског, писали су како је Елеонорина репутација претрпела услед гласина о њеној вези са стрицем Ремоном. У ствари, Ремон је преко Елеоноре покушавао свим средствима да убеди Луја да употреби крсташку војску како би се извео напад на муслимански логор код Алепа. Табор код Алепа био би први корак у преотимању Едесе, која је по папским декретима била циљ крсташа. Ипак, иако је напад на Алепо био војно бољи план, Луј није био вољан да ратује у северној Сирији. Један од циљева Лујевог крсташког похода био је да оде на ходочашће у Јерусалим и краљ је јасно објавио да не одустаје од своје намере. Елеонора је тада затражила да остане са Ремоном и покренула је питање сродства са Лујем. Чињеница је да Луј и Елеонора били у сродству, што је у средњем веку била довољан разлог за развод брака. Луј јој није дозволио останак већ ју је противно њеној вољи повео са собом у Јерусалим.
Ова епизода је Елеонори донела понижење тако да је за време даљег тока крсташког похода остала у другом плану. Лујев напад на Дамаск 1148. године био је неуспешан. Дамаск је био важан трговачки центар и у нормалним околностима био је претња по крсташе. Међутим, крсташки владари су недавно склопили примирје са Дамаском, које је сада прекршено. Напад на Дамаск био је хазардерски потез који се није исплатио, било да је у питању био војни неуспех или издаја. Француска краљевска породица се повукла у Јерусалим, а затим је испловила за Рим одакле је кренула назад за Париз.
Док је боравила на Источном Средоземљу Елеонора се упознала са поморским конвенцијама, које ће доцније бити преточене у поморске законе. Ове конвенције је увела на својим поседима на острву Олерон 1160. године, а касније и у Енглеској. Такође, учествовала је у склапању трговачких споразума са Константинопољем и лукама у Светој земљи.

### Поништење брака
Још и пре крсташког похода Луј и Елеонора су се отуђили, а њихове разлике су продубљене током путовања. Главни узрок неслоге била је наводна Елеонорина веза са Ремоном, кнезом Антиохије. Елеонора је подржала стричеве амбиције да поново заузме оближњу Грофовију Едесу. Пошто је са стрицем била блиска у детињству, према њему је сада показивала „претерану привлачност“. Ремон је ковао планове да отме Елеонору, са чим је краљица била упозната. Бројни историчари данас сматрају да су Елеонора и Ремон имали нормалан однос синовице и стрица, с обзиром на њихову повезаност током Елеонориног детињства и Ремонову сличност са њеним дедом и оцем. Ипак, Елеонорини савременици су њихову повезаност тумачили као инцестну везу. Лујев дуги марш на Јерусалим, а затим назад на север, у коме је Елеонора првобитно одбијала да учествује, ослабио је његову војску и деморалисао њене витезове. Подељена крсташка војска није могла да савлада муслиманске одреде и краљевски пар морао је да се врати кући.
До куће се пак није лако стизало. Луј и Елеонора су путовали на одвојеним бродовима услед њихових несугласица. У мају 1149. византијске лађе су, по царевом наређењу, напале француске бродове у покушају да заробе француског владара и његову супругу. Иако су избегли ову замку, француски бродови су убрзо разбијени у морској олуји која је Елеонорин брод однела све до берберске обале северне Африке. Током олује се раздвојила од супруга са којим није имала контакта преко два месеца. Средином јула Елеонорин брод је најзад упловио у Палермо на Сицилији, где је открила да се сматрало да су и она и Луј страдали на мору. Смештај и храну понудили су јој слуге сицилијанског краља Руђера II. Краљ Луј VII је убрзо стигао у Калабрију, где се Елеонора састала са њим. Касније је на Руђеровом двору у Потенци сазнала да је њен стриц Ремон убијен у борби са муслиманима у Светој земљи. Ова вест је променила краљичине планове. Уместо у Марсељ отишла је у Тоскану, где је у то време боравио папа Еугеније III, пошто га је проглашење комуне у Риму натерало да напусти град.
Папа међутим, супротно Елеонориним надама, није одобрио поништење њеног брака са француским краљем. Уместо тога, покушао је да измири краљевски пар потврђујући законитост њиховог брака. Папа је прогласио да се против њиховог брака не може ни реч изрећи и да се брак не може развргнути ни под којим изговором. На крају, папа је уредио прилике тако да Елеонора није имала другог избора осим да спава са Лујем у кревету који је специјално папа припремио за њих. Убрзо се показало да је Елеонора у другом стању. Међутим, није Лују родила жељеног сина већ другу ћерку Аликсу.
Рођењем друге ћерке Елеонорин брак био је дефинитивно осуђен на пропаст. Луј је још увек био без сина и у опасности да остане без мушког наследника. Његовом браку са Елеонором противили су се бројни великаши, а и сама краљица желела је развод. Краљ се на крају повиновао неизбежном. Супружници су се 11. марта 1152. састали у краљевском замку у месту Божанси где је требало да се разведу. Судом је председавао Иг од Тусија, надбискуп Сенса, Луј и Елеонора су били присутни, као и надбискупи Бордоа и Руана. Краљици је заступао Самсон, надбискуп Ремса.
Четворица надбискупа су 21. марта, уз одобрење папе, дозволили поништење брака на основу сродства у четвртом степену између супружника. Заједнички предак био им је француски краљ Робер II, који је обома био чукундеда са очеве стране. Елеонорине и Лујеве две ћерке биле су проглашене за закониту децу и старатељство је поверено оцу. Надбискуп Самсон добио је Лујеве гаранције да ће све Елеонорине земље бити враћене аквитанској војвоткињи.

## Други брак
Елеонора је затим кренула у Поатје, али су већ током тог путовања двојица великаша, Теобалд V, гроф од Блоа, и Жофроа, гроф од Нанта, покушали да је отму и присилним браком се домогну њених поседа. Чим је стигла у Поатје послала је гласнике нормандијском војводи Хенрију, будућем краљу Енглеске, и брату Жофроа од Нанта, тражећи од њега да се сместа венча са њом. Осам недеља од поништења првог брака, 18. маја 1152, на Духове, Елеонора се удала за Хенрија, „без помпе и церемоније која би приличила њиховом друштвеном положају."
Елеонора и Хенри били су у ближем сродству него што је војвоткиња била са Лујем VII. Били су, наиме, рођаци трећег степена преко Ерменгарде Анжујске, али такође и потомци француског краља Робера II. Управо због сродства још раније је био спречен брак између Хенрија Нормандијског и Елеонорине старије ћерке Марије. Колале су гласине да је Елеонора била у вези са Хенријевим оцем, анжујским грофом Жофроом V који је сину саветовао да избегава било какве везе са аквитанском војвоткињом.
Анри је 25. октобра 1154. постао краљ Енглеске као Хенри II. Кентерберијски надбискуп је Елеонору крунисао 19. децембра 1154. за краљицу Енглеске, али миропомазање вероватно није обављено пошто је Елеонора била миропомазана још 1137. године. У наредних тринаест година Хенрију је Елеонора родила пет синова и три ћерке: Вилијема, Хенрија, Ричарда, Џефрија, Џона, Матилду, Елеонору и Џоану. Џон Спид је у свом делу из 1611, Историја Велике Британије, споменуо и да је Елеонора имала и сина Филипа, који је млад умро. Спидови извори нису сачувани до данас, а он је једини аутор који помиње ово дете Хенрија и Елеоноре.
Елеонорин брак са Хенријем Анжујским био је пун успона и падова, али и довољно супружнички да изроди барем осморо деце. Хенри није био веран супруг и био је познат као женскарош. Током брака са Елеонором добијао је и ванбрачну децу из других веза. Елеонора је имала амбивалентан став према љубавним аферама краља Хенрија нпр. Хенри је признао свог ванбрачног сина Џефрија, будућег надбискупа Јорка, који је затим растао у Вестминстеру под краљичиним надзором.
У периоду од Хенријевог доласка на престо до рођења Елеонориног најмлађег сина Џона (будућег Јована без Земље) прилике у Енглеској биле су немирне. Аквитанија је, као што је било уобичајено, признавала Хенрија само за Елеонориног супруга док је лојалност дуговала само војвоткињи. Било је покушаја да се преузме Тулуз, као законито наслеђе Елеонорине баке Филипе Тулуске, али су се ти покушаји завршили неуспешно. Велики сукоб избио је између краља и Томаса Бекета, првобитно Хенријевог канцелара и блиског саветника, касније кентерберијског надбискупа. Елеонорин први муж, краљ Француске Луј VII, се после удовиштва оженио и по трећи пут и најзад добио жељеног сина наследника Филипа Августа. Хенри Млађи, син Хенрија II и Елеоноре, оженио се Маргаретом, ћерком Луја VII из другог брака са Констанцом од Кастиље. Не зна се много о Елеонориној улози у овим догађајима. Познато је ипак да су до краја 1166, када је јавно обзнањена Хенријева злогласна афера са Розамундом Клифорд, Елеонорин брак са Хенријем доспео до крајње тачке.
Елеонорина трећа ћерка, Матилда удала се 1167. за саксонског војводу Хајнриха Лава. Пре него што је у септембру 1167. Матилда кренула преко Нормандије у сусрет свом супругу, Елеонора је провела годину у Енглеској са својом ћерком. Након тога, Елеонора је прикупила сву своју покретну имовину и бродовима је послала у Аржантан. Краљевски двор је ту прославио Божић и изгледа да се Елеонора сагласила са раздвајањем од Хенрија. За сваки случај, недуго после празника отишла је у свој град Поатје. Хенри ју је испратио уз војну пратњу са којом је затим напао замак побуњене породице Лизињан. Хенри је тада, следећи своје обавезе, напустио Аквитанију остављајући грофа од Солсберија Патрика, једног од својих војсковођа, као краљичиног заштитника и старатеља. Када је Патрик убијен у једној чарци са Лизињанима 1168. Елеонора је откупила из заробљеништва његовог сестрића Вилијама Маршала. Сада је најзад преузела контролу над својим поседима.

### Двор љубави у Поатјеу
Период који је Елеонора провела у Поатјеу између 1168. и 1173. године сматра се најзначајнијим у њеној делатности покровитељке уметности. Ипак, читав период нам је слабо познат. Краљ Хенри је, након што је допратио супругу у Поатје, био стално одсутан услед владарских и других обавеза. Поједини историчари сматрају да је Елеонорин двор у Поатјеу био „двор љубави“ где су краљица и њена ћерка Марија пропагирале и охрабривале идеје трубадура, витештва и дворске љубави. Могуће је да су окупљања на двору била првенствено организована ради учења манира, по чему су француски дворови били генерацијама познати. Само постојање, као и узроци настанка „двора љубави“ су предмет расправе у историографији.
У Уметности дворске љубави Андре Капелан (лат. Andreas Capellanus) помиње двор у Поатјеу. Он пише како су Елеонора, њена ћерка Марија, нарбонска виконтеса Ерманагарда и Изабела, грофица од Вермандоа, заседале и слушале препирке љубавника како би пресудиле у дворским питањима која су се тицала романтичне љубави. Капелан је забележио двадесет и један случај, најпознатији је свакако проблем постављен пред жене: постоји ли права љубав у браку. Према Капелану, жене су пресудили да тако нешто једноставно тешко да постоји.
Поједини историчари су сматрали да „дворска љубав“ вероватно никада и није постојала, пошто је једини доказ Капеланова књига. Поред тога, ниједан други извор не спомиње да је Елеонорина ћерка Марија боравила код мајке у Поатјеу. Андре Капелан је писао на француском двору где Елеонора није била нарочито цењена. Поли Шојер Брукс, ауторка једне популарне књиге о Елеонори од Аквитаније, сматрала је да је дворска љубав постојала, само није узимана за озбиљно, док су дела дворске љубави била само игра које су осмислиле Елеонора и Марија да би наметнуле одређена правила младим дворанима
Не може се ни рећи да је Елеонора била зачетница дворске љубави, пошто је сам концепт постојао и пре него што је Елеонора формирала свој двор. Пре се може рећи да је њен двор у Поатјеу послужио као подстицај ширењу популарности књижевности о дворској љубави широм Западне Европе. Ејми Кели је у свом чланку Eleanor of Aquitaine and Her Courts of Love (Speculum: A Journal of Medieval Studies 12.1 (1937). стр. 3.–19.) пружила прихватљиво објашњење о пореклу правила на Елеонорином двору: „према законима из Поатјеа, мушкарац је власништво жене, док је управо супротна ситуација владала на оближњим доменима двојице краљева од којих се аквитанска војвоткиња отуђила."

### Побуна и заробљавање
У марту 1173, Хенри, незадовољан што му отац није доделио поседе на управу и подстакнут од краљевих непријатеља, побунио се против Хенрија Другог. Вилијам из Њубурга је записао како је: "...млађи Хенри, смерајући сваковрсна зла против оца, по савету француског краља, тајно отишао у Аквитанију где су његова два млађа брата, Ричард и Џефри, живели са мајком. Говорило се да је уз њено знање Хенри наговорио браћу да му се придруже." Други извор пак каже да је краљица послала своје млађе синове у Француску „да му се придруже против њиховог оца краља." Када су њени синови отпутовали за Париз, Елеонора је можда охрабрила великаше са југа да се побуне и подрже принчеве.
У периоду између краја марта и почетка маја 1173. Елеонора је напустила Поатје, али је убрзо ухапшена и упућена Хенрију II у Руан. Краљ није јавно објавио да је ухапсио супругу. У току наредних годину дана није познато где је Елеонора боравила. Краљ и краљица су 8. јула 1174. бродом прешли у Енглеску из Барфлера. Чим су се искрцали у Саутхемптону, Елеонора је одведена у замак Винчестер или у Стари Сарум, где је и задржана.

### Године заточеништва 1173—1189
Током наредних шеснаест година Елеонора је провела у заточеништву, углавном на различитим локацијама у Енглеској. Током заточеништва Елеонора се све више и више удаљавала од синова, нарочито од Ричарда, који је одувек важио за њеног миљеника. Није имала прилике да често виђа синове, иако је у посебним приликама, као што су били божићни празници, привремено ослобађана. На око шест километара од Шрузберија, недалеко од опатије Хотмонд, налази се „Уточиште краљице Елеоноре“, остаци замка троугаоне основе за који се верује да је служио као једно од места њеног заточеништва.
Хенри II је 1176. изгубио своју велику љубав Розамунд Клифорд. Краљ ју је упознао 1166, а у везу са ћерком Волтера де Клифорда ушао је 1173, када је наводно размишљао о разводу од Елеоноре. Ова, у своје време злогласна ванбрачна афера, утицала је да писари из редова монаштва Розамундино име бележе на латинском као "Rosa Immundi" или Роза Нечасна. Иако је и раније имао бројне љубавнице, краљ је своје ванбрачне авантуре држао у дискрецији, док се са Розамундом неретко појављивао у јавности. Могуће је да је тако покушавао да изазове Елеонору да затражи поништење брака. Ако је то била краљева намера, Елеонора му није изашла у сусрет. Колале су гласине, можда настале у Хенријевој околини, да је Елеонора отровала Розамунду. Према другој причи, Елеонора је оставила Розамунду у кади где јој је старица затим одсекла руке. Хенри је касније даровао велике суме новца женском манастиру Годстоу код Оксфорда где је Розамунд сахрањена.
Млади краљ Хенри је 1183. поново покушао силом да натера оца да му препусти један део поседа на управу. Хенри је био у дуговима и одбијен је његов захтев да му се да Нормандија. Покушао је да оца ухвати из заседе код Лиможа. Ускоро су му се прикључили одреди његовог брата Џефрија и француског краља Филипа II Августа. Ипак, Хенри II је успео да опседне Лимож и натера сина у бекство. Лутајући безциљно Аквитанијом, Хенри Млађи је зарадио дизентерију. У суботу, 11. јуна 1183, млади краљ је схватио да умире опхрван жаљењем због бројних грехова. Када му је отац послао прстен, Хенри га је преклињао да се смилује његовој мајци, што су учинили и сви пратиоци болесног принца. Краљ је послао Томаса од Ерлија, архиђакона Велса, да пренесе вести Елеонори у Сарум. Елеонора је, наводно, у сну видела предсказање смрти свог сина Хенрија. У разговору са папом Целестином III 1193. споменула је како је сећања муче.
Када је Хенри Млади Краљ умро, француски краљ Филип II Август прогласио је да нешто од поседа у Нормандији припада његовој полусестри Маргарити, Хенријевој удовици. Хенри II му је одговорио да су спорни поседи некада припадали Елеонори и да ће сада бити њој враћени. Из тог разлога Хенри је у лето 1183. позвао Елеонору у Нормандију где је остала око пола године. За Елеонору био је то почетак периода веће слободе кретања, иако је и даље била под надзором. Почетком 1184, вероватно, вратила се у Енглеску. Током наредних неколико година Елеонора је често путовала са мужем и учествовала у управљању поседима, али је и даље имала чувара.

## Удовиштво
Када је Хенри II умро 6. јула 1189. године, Ричард I Лавље Срце је био неоспорни наследник круне. Једно од његових првих наређења по ступању на престо било је ослобађање Елеоноре. Послао је Вилијама Маршала у Енглеску који је по доласку краљици видео да су је њени чувари већ ослободили.
Елеонора је одјахала у Вестминстер где је, у име новог краља, примила заклетве верности бројних велможа и прелата. Владала је Енглеском у Ричардово име и потписивала се као: „Елеонора, по милости Божијој, краљица Енглеске“. Ричард је 13. августа 1189. допловио из Барфлера у Портсмут где је топло дочекан. Када је краљ отишао у Трећи крсташки рат, Елеонора је управљала Енглеском као регенткиња. Касније, када је Ричард на повратку кући пао у заробљеништво аустријског војводе Леополда V, Елеонора је лично отпутовала у Немачку да преговара о висини откупнине.
Елеонора је надживела и Ричарда и доживела је и владавину њеног најмлађег сина Џона (Јована без Земље). Када је 1199. договорено примирје између Јована и француског краља Филипа Августа, један од услова био је и женидба француског престолонаследника Луја VIII са једном од Јованових сестричина, ћерки Елеоноре Кастиљске. Џон је наложио мајци да оде у Кастиљу и изабере невесту за француског принца. Елеонора, која је сада била старица од седамдесет и седам година, кренула је из Поатјеа, али ју је одмах по поласку заробио Иго IX од Лизињана, чије су земље његови претходници продали Хенрију II. Елеонора је пристала на Лизињанове захтеве и наставила је свој пут на југ. Пре краја јануара 1200. стигла је у Кастиљу пошто је прешла Пиринеје и прошла кроз Навару.
Кастиљски краљ Алфонсо VIII и Елеонорина истоимена ћерка имали су две неудате ћерке Ураку и Бланку. Елеонора је за невесту за француског принца изабрала млађу унуку, Бланку. Крајем марта Елеонора је у унукином друштву напустила кастљски двор и кренула назад. У Бордоу је прославила Ускрс где је убрзо пристигао и вођа најамника Меркадир, чији је задатак био да Елеонору и Бланку испрати на француски двор. Међутим, на ускршњи уторак Меркадира је убио у Бордоу ратник у служби Брандина, вође ривалске групе плаћеника. За стару Елеонору овај догађај је већ био превише. Иако исцрпљена, отпратила је унуку долином Лоаре а затим ју је предала на старање надбискупу Бордоа. Елеонора је отишла у Фонтевро где је остала током раног лета услед болести. Ту ју је посетио и краљ Јован.
Почетком 1201. Елеонора је поново била лошег здравља. Када је избио рат између енглеског краља Јована и француског краља Филипа II Августа, подржала је сина. Из Фонтевроа отишла је у аквитанску престоницу Поатје како би спречила да град преузме њен унук Артур I, војвода од Бретање, постхумно рођени Џефријев син који је покушавао да се докопа енглеске круне. Артур је дознао за Елеонорине планове и опсео ју је у замку Мирабо. Када је краљ Јован без Земље чуо за ове догађаје, кренуо је у маршу на југ, разбио опсаду и заробио петнаестогодишњег синовца Артура. Елеонора се вратила у Фонтевро где се у локалној опатији замонашила.
Елеонора је преминула 1204. године и сахрањена је у опатији Фонтевро поред супруга Хенрија II и сина Ричарда I. Њена лежећа богато украшена статуа на гробу приказује је како чита Библију. Надживела је сву своју децу осим краља Јована и ћерке Елеоноре, краљице Кастиље.

## Појава
Савремени извори хвалили су Елеонорину лепоту. Чак и у време када су даме племенитог рода биле често хваљене, хвале Елеонориних савременика биле су свакако искрене. У младости су је описивали придевом прелепа (perpulchra). У време када је имала тридесетак година чувени трубадур Бертранд де Вентадор писао је о њој као о: „грациозној, лепој, отелотворењу шарма“, истицао је њене „лепе очи и господствен израз лица“ и објавио да је она та: „која би крунисала државу било ког краља“. Вилијам из Њубурга је подвукао дражи њене личности чак и у време њених поодмаклих година, Ричард из Девајзиса ју је описао као лепотицу, а Метју Парижанин је, пишући у 13. веку, подсећао на њену „цењену лепоту“.
Па ипак, нико од аутора није забележио детаљнији опис Елеоноре. Не знамо, на пример, које су јој боје биле очи или коса. Статуа на саркофагу приказује је као високу и крупну тамнопуту жену, иако може бити да ова представа није веродостојна. Њен печат настао око 1152. приказује је као жену витке фигуре, али овде је у питању деперсонализована представа.

## Породично стабло
|  |                                                |  |  |  |  |  |  |  |  |  |  |  |  |  |  |  |
|  | 16. Вилијам V од Аквитаније                    |  |  |  |  |  |  |  |  |  |  |  |  |  |  |  |
|  |                                                |  |  |  |  |  |  |  |  |  |  |  |  |  |  |  |
|  |                                                |  |  |  |  |  |  |  |  |  |  |  |  |  |  |  |
|  | 8. Вилијам VIII од Аквитаније                  |  |  |  |  |  |  |  |  |  |  |  |  |  |  |  |
|  |                                                |  |  |  |  |  |  |  |  |  |  |  |  |  |  |  |
|  |                                                |  |  |  |  |  |  |  |  |  |  |  |  |  |  |  |
|  | 17. Агнес од Бургундије                        |  |  |  |  |  |  |  |  |  |  |  |  |  |  |  |
|  |                                                |  |  |  |  |  |  |  |  |  |  |  |  |  |  |  |
|  |                                                |  |  |  |  |  |  |  |  |  |  |  |  |  |  |  |
|  | 4. Вилијам IX од Аквитаније                    |  |  |  |  |  |  |  |  |  |  |  |  |  |  |  |
|  |                                                |  |  |  |  |  |  |  |  |  |  |  |  |  |  |  |
|  |                                                |  |  |  |  |  |  |  |  |  |  |  |  |  |  |  |
|  | 18. Роберт I од Бургундије                     |  |  |  |  |  |  |  |  |  |  |  |  |  |  |  |
|  |                                                |  |  |  |  |  |  |  |  |  |  |  |  |  |  |  |
|  |                                                |  |  |  |  |  |  |  |  |  |  |  |  |  |  |  |
|  | 9. Хилдегарда од Бургундије                    |  |  |  |  |  |  |  |  |  |  |  |  |  |  |  |
|  |                                                |  |  |  |  |  |  |  |  |  |  |  |  |  |  |  |
|  |                                                |  |  |  |  |  |  |  |  |  |  |  |  |  |  |  |
|  | 19. Ерменгарда Анжујска, војвоткиња Бургундије |  |  |  |  |  |  |  |  |  |  |  |  |  |  |  |
|  |                                                |  |  |  |  |  |  |  |  |  |  |  |  |  |  |  |
|  |                                                |  |  |  |  |  |  |  |  |  |  |  |  |  |  |  |
|  | 2. Вилијам X Аквитански                        |  |  |  |  |  |  |  |  |  |  |  |  |  |  |  |
|  |                                                |  |  |  |  |  |  |  |  |  |  |  |  |  |  |  |
|  |                                                |  |  |  |  |  |  |  |  |  |  |  |  |  |  |  |
|  | 20. Понс од Тулуза                             |  |  |  |  |  |  |  |  |  |  |  |  |  |  |  |
|  |                                                |  |  |  |  |  |  |  |  |  |  |  |  |  |  |  |
|  |                                                |  |  |  |  |  |  |  |  |  |  |  |  |  |  |  |
|  | 10. Вилијам IV од Тулуза                       |  |  |  |  |  |  |  |  |  |  |  |  |  |  |  |
|  |                                                |  |  |  |  |  |  |  |  |  |  |  |  |  |  |  |
|  |                                                |  |  |  |  |  |  |  |  |  |  |  |  |  |  |  |
|  | 21. Алмодис де ла Марш                         |  |  |  |  |  |  |  |  |  |  |  |  |  |  |  |
|  |                                                |  |  |  |  |  |  |  |  |  |  |  |  |  |  |  |
|  |                                                |  |  |  |  |  |  |  |  |  |  |  |  |  |  |  |
|  | 5. Филипа Тулуска                              |  |  |  |  |  |  |  |  |  |  |  |  |  |  |  |
|  |                                                |  |  |  |  |  |  |  |  |  |  |  |  |  |  |  |
|  |                                                |  |  |  |  |  |  |  |  |  |  |  |  |  |  |  |
|  | 22. Robert, Count of Mortain                   |  |  |  |  |  |  |  |  |  |  |  |  |  |  |  |
|  |                                                |  |  |  |  |  |  |  |  |  |  |  |  |  |  |  |
|  |                                                |  |  |  |  |  |  |  |  |  |  |  |  |  |  |  |
|  | 11. Emma of Mortain                            |  |  |  |  |  |  |  |  |  |  |  |  |  |  |  |
|  |                                                |  |  |  |  |  |  |  |  |  |  |  |  |  |  |  |
|  |                                                |  |  |  |  |  |  |  |  |  |  |  |  |  |  |  |
|  | 23. Matilda de Montgomerie                     |  |  |  |  |  |  |  |  |  |  |  |  |  |  |  |
|  |                                                |  |  |  |  |  |  |  |  |  |  |  |  |  |  |  |
|  |                                                |  |  |  |  |  |  |  |  |  |  |  |  |  |  |  |
|  | 1. Елеонора од Аквитаније                      |  |  |  |  |  |  |  |  |  |  |  |  |  |  |  |
|  |                                                |  |  |  |  |  |  |  |  |  |  |  |  |  |  |  |
|  |                                                |  |  |  |  |  |  |  |  |  |  |  |  |  |  |  |
|  | 24. Hugues I of Châtellerault                  |  |  |  |  |  |  |  |  |  |  |  |  |  |  |  |
|  |                                                |  |  |  |  |  |  |  |  |  |  |  |  |  |  |  |
|  |                                                |  |  |  |  |  |  |  |  |  |  |  |  |  |  |  |
|  | 12. Boson II of Châtellerault                  |  |  |  |  |  |  |  |  |  |  |  |  |  |  |  |
|  |                                                |  |  |  |  |  |  |  |  |  |  |  |  |  |  |  |
|  |                                                |  |  |  |  |  |  |  |  |  |  |  |  |  |  |  |
|  | 25. Gerberge de La Rochefoucauld               |  |  |  |  |  |  |  |  |  |  |  |  |  |  |  |
|  |                                                |  |  |  |  |  |  |  |  |  |  |  |  |  |  |  |
|  |                                                |  |  |  |  |  |  |  |  |  |  |  |  |  |  |  |
|  | 6. Амори I, виконт од Шатлроа                  |  |  |  |  |  |  |  |  |  |  |  |  |  |  |  |
|  |                                                |  |  |  |  |  |  |  |  |  |  |  |  |  |  |  |
|  |                                                |  |  |  |  |  |  |  |  |  |  |  |  |  |  |  |
|  | 26. Aimery IV of Thouars                       |  |  |  |  |  |  |  |  |  |  |  |  |  |  |  |
|  |                                                |  |  |  |  |  |  |  |  |  |  |  |  |  |  |  |
|  |                                                |  |  |  |  |  |  |  |  |  |  |  |  |  |  |  |
|  | 13. Alienor de Thouars                         |  |  |  |  |  |  |  |  |  |  |  |  |  |  |  |
|  |                                                |  |  |  |  |  |  |  |  |  |  |  |  |  |  |  |
|  |                                                |  |  |  |  |  |  |  |  |  |  |  |  |  |  |  |
|  | 27. Aremgarde de Mauléon                       |  |  |  |  |  |  |  |  |  |  |  |  |  |  |  |
|  |                                                |  |  |  |  |  |  |  |  |  |  |  |  |  |  |  |
|  |                                                |  |  |  |  |  |  |  |  |  |  |  |  |  |  |  |
|  | 3. Енора од Шатлроа                            |  |  |  |  |  |  |  |  |  |  |  |  |  |  |  |
|  |                                                |  |  |  |  |  |  |  |  |  |  |  |  |  |  |  |
|  |                                                |  |  |  |  |  |  |  |  |  |  |  |  |  |  |  |
|  | 28. Archimbaud Borel de Bueil                  |  |  |  |  |  |  |  |  |  |  |  |  |  |  |  |
|  |                                                |  |  |  |  |  |  |  |  |  |  |  |  |  |  |  |
|  |                                                |  |  |  |  |  |  |  |  |  |  |  |  |  |  |  |
|  | 14. Barthelemy de L'Isle Bouchard              |  |  |  |  |  |  |  |  |  |  |  |  |  |  |  |
|  |                                                |  |  |  |  |  |  |  |  |  |  |  |  |  |  |  |
|  |                                                |  |  |  |  |  |  |  |  |  |  |  |  |  |  |  |
|  | 29. Agnes de L'Isle Bouchard                   |  |  |  |  |  |  |  |  |  |  |  |  |  |  |  |
|  |                                                |  |  |  |  |  |  |  |  |  |  |  |  |  |  |  |
|  |                                                |  |  |  |  |  |  |  |  |  |  |  |  |  |  |  |
|  | 7. Дангероса од Лил Бушара                     |  |  |  |  |  |  |  |  |  |  |  |  |  |  |  |
|  |                                                |  |  |  |  |  |  |  |  |  |  |  |  |  |  |  |
|  |                                                |  |  |  |  |  |  |  |  |  |  |  |  |  |  |  |
|  | 30. Eon de Blaison                             |  |  |  |  |  |  |  |  |  |  |  |  |  |  |  |
|  |                                                |  |  |  |  |  |  |  |  |  |  |  |  |  |  |  |
|  |                                                |  |  |  |  |  |  |  |  |  |  |  |  |  |  |  |
|  | 15. Gerberge de Blaison                        |  |  |  |  |  |  |  |  |  |  |  |  |  |  |  |
|  |                                                |  |  |  |  |  |  |  |  |  |  |  |  |  |  |  |
|  |                                                |  |  |  |  |  |  |  |  |  |  |  |  |  |  |  |
|  | 31. Tcheletis de Trèves                        |  |  |  |  |  |  |  |  |  |  |  |  |  |  |  |
|  |                                                |  |  |  |  |  |  |  |  |  |  |  |  |  |  |  |
|  |                                                |  |  |  |  |  |  |  |  |  |  |  |  |  |  |  |